# Municipio Atlautla
Koordinaten: 19° 2′ N, 98° 47′ W
Atlautla ist ein Municipio im mexikanischen Bundesstaat México. Es gehört zur Zona Metropolitana del Valle de México, der Metropolregion um Mexiko-Stadt. Der Sitz der Gemeinde und größter Ort des Municipios ist Atlautla de Victoria, die nächstgrößeren Orte sind San Juan Tehuixtitlán, San Juan Tepecoculco und San Andrés Tlalamac. Die Gemeinde hatte im Jahr 2010 27.663 Einwohner, ihre Fläche beträgt 162,5 km².

## Geographie
Atlautla liegt im Südosten des Bundesstaates México, der Hauptort Atlautla de Victoria liegt etwa 70 km südöstlich von Mexiko-Stadt.
Das Municipio grenzt an die Municipios Amecameca, Ecatzingo und Ozumba sowie an die Nachbarbundesstaaten Morelos und Puebla.